# Сабиешти (Дамбовица)
Сабиешти (рум. Săbiești) насеље је у Румунији у округу Дамбовица у општини Ракари. Oпштина се налази на надморској висини од 140 m.

## Становништво
Према подацима из 2002. године у насељу је живело 524 становника, од којих су сви румунске националности.